# Folkedragt
Folkedragt  eller nationaldragt er en påklædning, som er typisk for et bestemt geografisk område.

## Danmark
I Danmark bruger folkedansere dragter inspireret af 1700- og 1800-tallets klædedragter. De ligner som regel landbefolkningens festdagsdragt.
Form og farve varierer fra egn til egn. Det skyldes lokale traditioner og materialer. Dragten har forandret sig i tidens løb, inspireret af udenlandske moder og udviklingen i købstæderne. Kvindens folkedragt består oftest af kjole med kåbe og en kyse, som bindes under hagen. Der var forskel på giftes og ugiftes dragt. Mandens folkedragt består af knæbukser, skjorte, vest, (rød) tophue og om vinteren træsko. Der findes også særlige børnedragter.
Der var forskel på højtidsdragter, hverdagsdragter eller arbejdsdragter. Fiskerne og sømændene havde for eksempel lange bukser. Møllerne havde hvidt tøj, så melet ikke så nemt kunne ses. Høstfolkene kunne arbejde i undertøj.
De sidste, der gik med en egnsdragt, var de handlende, som drog til torvet i København for at sælge deres varer iført dragter fra Valby, Amager, Hedeboegnen eller Skovshoved.
Hendes majestæt Dronning Margrethe II modtog fra Landsforeningen Danske Folkedansere i 1996 ved landsstævnet i Birkerød en håndsyet og nøjagtig kopi dansk folkedragt fra Rømø. Dronningen anvender det fortsat i lighed med sine færøske og grønlandske dragter. Dragten er syet specielt til dronningen, som selv deltog i processen med materialevalg, farver etc.
Interessen for folkedragter er i Europa tæt forbundet med 1800-tallets nationalromantik, hvor man søgte at udtrykke nationens historie og kultur gennem folkets fortællinger og eventyr, sange og viser. I Danmark udsendte maleren F.C. Lund en række billeder af nationaldragter fra Nørre- og Sønderjylland, Fyn og Falster. Der var også to fra Bornholm, hvor det ene billede viser nøllen, der kun findes på Bornholm, og som har sin oprindelse i senbarokkens hovedtøjer. Omkring år 1900 opstod i København de første foreninger, der dyrkede folkedans og traditionelle klædedragter. Kulturhistoriske museer og folkedansforeninger tilbyder arrangementer om klædedragtens håndværk og historie.

## Sverige og Norge
Svenske folkedragter adskiller sig ved deres klare farver fra de danske, der er mere mættede. Der er også forskel på dragtdelenes form og stof. Dragterne i Sverige og Norge er stærkt egnsprægede. I Norges luftes de 17. maj og ved andre højtider.
I Sverige dekreterede Gustav 3. i 1778 en svensk hofdragt.
Samerne i det nordlige Skandinavien har deres egne dragter.

## Færøerne og Grønland
På Færøerne og Grønland bruges stadig folkedragt ved festlige lejligheder. Således bærer dronningen en færøsk dragt, når hun besøger øerne. Den færøske nationaldragt har udviklet sig fra den almindelige hverdagsdragt i 1900-tallet. Ved siden af den findes en speciel festdragt. Kvindernes hedder stakkur  og mænds festdragt sjóstúka. I dag bruges den færøske nationaldragt ved højtider som bryllup og på nationaldagen Ólavsøka.
Den grønlandske nationaldragt har udviklet sig fra en praktisk hverdagsdragt til en festdragt i strålende farver, hvor indførte materialer som stof og perler indgår. Dragten bestod af en overdel, bukser og støvler. Dragterne er ofte syet efter familieopskrifter. I dag bruges den grønlandske nationaldragt ved festlige lejligheder som jul, påske, nationaldagen, konfirmation, bryllup og til dels fødselsdage. Også ved den første skoledag i begyndelsen af august er børnene klædt i nationaldragter.